# Gnetum colombianum
Gnetum colombianum là một loài thực vật hạt trần trong họ Gnetaceae. Loài này được Killip mô tả khoa học đầu tiên..